# 羽裂劲直白酒草
羽裂劲直白酒草（学名：Conyza stricta var. pinnatifida）为菊科白酒草属下的一个变种。

## 扩展阅读
- 維基物種上的相關：羽裂劲直白酒草